# SafeSeaNet

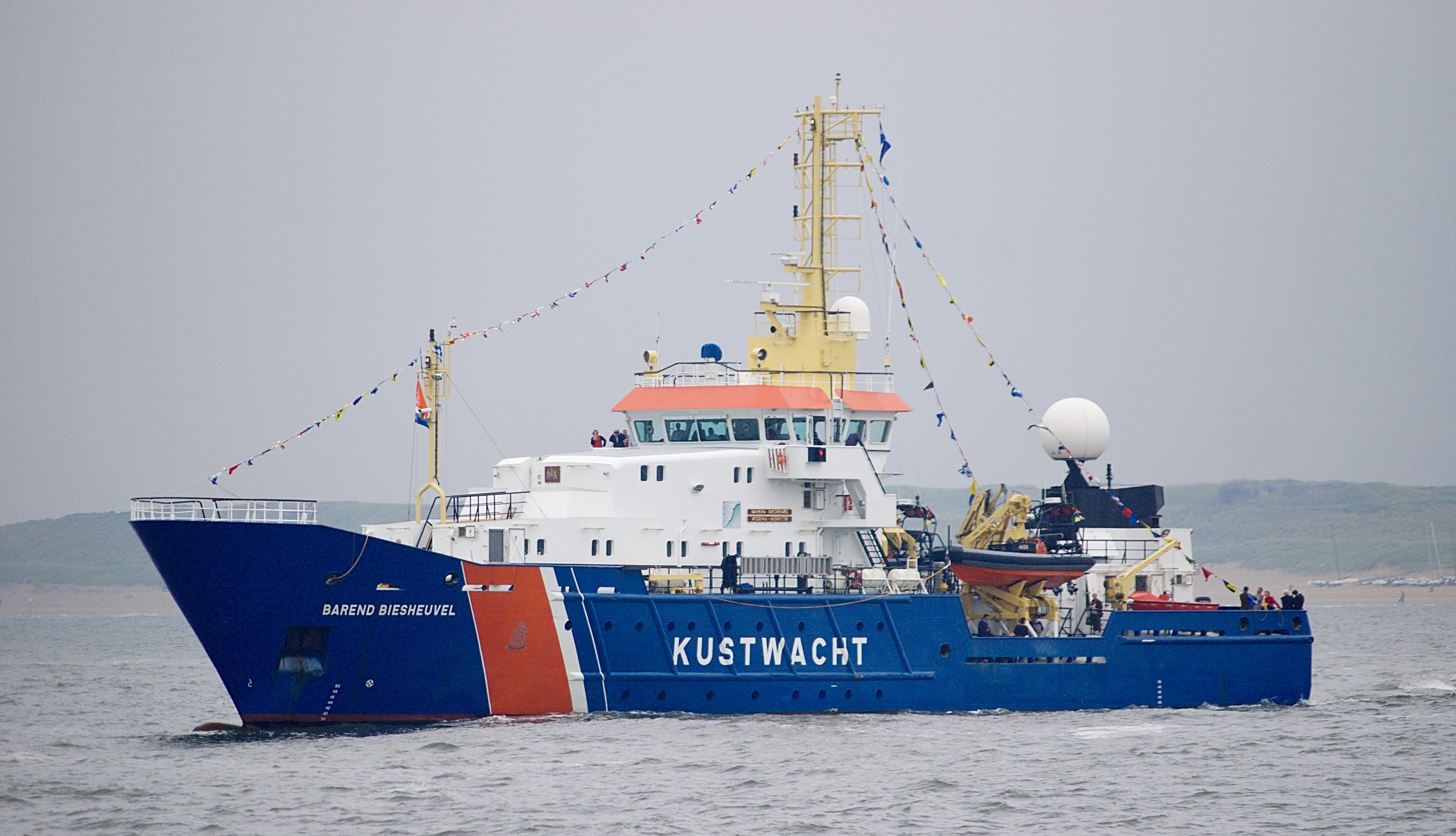
De Barend Biesheuvel van de kustwacht

SafeSeaNet is een internationaal monitoring- en informatiesysteem van scheepvaartverkeersbegeleiding, dat in het leven is geroepen om sneller te kunnen reageren op incidenten, ongevallen en andere gevaarlijke situaties op zee. In dit systeem worden gegevens van de scheepvaart op Europees niveau verzameld en opgeslagen. 
SafeSeaNet omvat de verplichte nationale systemen van alle EU-lidstaten samen met het centrale Europese systeem. Het Europees Agentschap voor maritieme veiligheid (EMSA) beheert het monitoring- en informatiesysteem op Europees niveau.
Schippers, rederijen, cargadoors en de plaatselijke havenautoriteit zijn verplicht deze informatie aan het systeem te leveren.

## Aanleiding
De Europese Unie vond het noodzakelijk om na ongevallen met de tankers Erika voor de Franse kust en Prestige voor de Spaanse kust Europese richtlijnen uit te vaardigen om verdere ongevallen en vervuiling op zee te voorkomen. Onder andere Richtlijn 2002/59/EC. SafeSeaNet is een onderdeel van deze en aanvullende richtlijnen.

## Het doel
Als doel van SafeSeaNet geldt dat het:
- de veiligheid en efficiëntie van het maritiem verkeer in de EU-lidstaten, Noorwegen en IJsland moet verhogen;
- de reactie van autoriteiten moet verbeteren bij incidenten, ongevallen en potentieel gevaarlijke situaties op zee, inclusief opsporings- en reddingsoperaties;
- bij moet bijdragen aan het voorkomen en opsporen van verontreiniging door schepen.

## Nederland
Voor het Nederlandse deel van SafeSeaNet is Rijkswaterstaat verantwoordelijk, als de "National Competent Authority" (NCA). Rijkswaterstaat vertegenwoordigt Nederland als NCA ook tijdens Europese vergaderingen.
De belangrijkste Nederlandse gebruikers zijn:
- De Inspectie Leefomgeving en Transport, omdat die in Nederland verantwoordelijk is voor de havenstaatcontrole (ofwel Port State Control).
- De Nederlandse kustwacht, omdat die verantwoordelijk is voor de coördinatie en het melden van incidenten op zee en het aanleveren van Automatisch identificatiesysteem (AIS) gegevens van zeeschepen voor SafeSeaNet.